# Batracomorphus imitans
Batracomorphus imitans är en insektsart som beskrevs av Jacobi 1944. Batracomorphus imitans ingår i släktet Batracomorphus och familjen dvärgstritar. Inga underarter finns listade i Catalogue of Life.